# ボル (南スーダン)
ボル（英語: Bor）は、南スーダン北東部のジョングレイ州の州都
2010年の人口は31万5351人。
首都ジュバの北方約200km弱に位置する。
日本語では、ボーとも表記される。

## 歴史
南スーダンの中では、古くから都市化が進んでおり、1900年代初頭にはキリスト教布教のための拠点が作られた。
1983年に第二次スーダン内戦の混乱が始まったが、南スーダン独立の原動力となったスーダン人民解放軍が結成された都市でもある。
2013年12月14日に発生した南スーダンクーデター未遂事件では、首都における武力衝突を受け、政府軍と軍から離反したヌエル族部隊との間で交戦が行われた。

## 地理
ボルは南スーダンの東部中央に位置するジョングレイ州の州都である。
首都ジュバからは、道路で北に190kmほどの距離にある。 都市は白ナイル川の東岸沿いに位置している。

### 気候
ボルはケッペンの気候区分ではサバナ気候 (Aw) に属す。
| ボルの気候                              | ボルの気候  | ボルの気候  | ボルの気候  | ボルの気候  | ボルの気候  | ボルの気候  | ボルの気候  | ボルの気候  | ボルの気候  | ボルの気候  | ボルの気候  | ボルの気候  | ボルの気候    |
| 月                                      | 1月         | 2月         | 3月         | 4月         | 5月         | 6月         | 7月         | 8月         | 9月         | 10月        | 11月        | 12月        | 年            |
| --------------------------------------- | ----------- | ----------- | ----------- | ----------- | ----------- | ----------- | ----------- | ----------- | ----------- | ----------- | ----------- | ----------- | ------------- |
| 平均最高気温 °C （°F）                  | 36 (97)     | 36.6 (97.9) | 36.6 (97.9) | 34.9 (94.8) | 33 (91)     | 31.8 (89.2) | 30.3 (86.5) | 30.5 (86.9) | 31.5 (88.7) | 33.1 (91.6) | 34.4 (93.9) | 35.1 (95.2) | 33.65 (92.55) |
| 日平均気温 °C （°F）                    | 27.9 (82.2) | 28.6 (83.5) | 29.6 (85.3) | 28.6 (83.5) | 27.4 (81.3) | 26.6 (79.9) | 25.5 (77.9) | 25.5 (77.9) | 26.2 (79.2) | 27.2 (81)   | 27.6 (81.7) | 27.3 (81.1) | 27.33 (81.21) |
| 平均最低気温 °C （°F）                  | 19.9 (67.8) | 20.6 (69.1) | 22.6 (72.7) | 22.4 (72.3) | 21.8 (71.2) | 21.5 (70.7) | 20.8 (69.4) | 20.6 (69.1) | 21 (70)     | 21.3 (70.3) | 20.9 (69.6) | 19.5 (67.1) | 21.08 (69.94) |
| 降水量 mm （inch）                      | 2 (0.08)    | 5 (0.2)     | 32 (1.26)   | 80 (3.15)   | 119 (4.69)  | 112 (4.41)  | 126 (4.96)  | 150 (5.91)  | 124 (4.88)  | 105 (4.13)  | 32 (1.26)   | 4 (0.16)    | 891 (35.09)   |
| 出典：Climate-Data.org (altitude: 430m) |             |             |             |             |             |             |             |             |             |             |             |             |               |

## 人口動態
2006年時点の人口は推定約26,800人。

## 経済
ケニア商業銀行の支店が存在している。

## 教育
ボルには国内に7つしかない公立大学の一つであるジョン・ガラン記念大学が存在する。
同大学の名称は、第二次スーダン内戦当時のスーダン人民解放軍の指導者であったジョン・ガランにちなんで名付けられた。

## 交通
ボル空港が存在する。
また白ナイル川による水運に加え、3本の主要な幹線道路が接続されている。水運は、かつて下流のスーダン領から物資が運ばれてきたが、南スーダン独立前後から取扱量は減少している。なお、ボル市内の白ナイル川に架かる橋は存在しない。